# Clemens Jobst
Clemens Jobst (* 1977 in Wien) ist ein österreichischer Wirtschaftshistoriker.

## Leben
Von 1996 bis 2001 studierte er Volkswirtschaftslehre an der Universität Wien und der University of Illinois at Urbana-Champaign. Von 2001 bis 2007 war er wissenschaftlicher Mitarbeiter und Promotionsstudent am Institut d’études politiques de Paris. Die Dissertation thematisierte die Aspekte der Finanz- und Bankengeschichte des 19. Jahrhunderts. Von 2007 bis 2015 war er Economist der Abteilung für volkswirtschaftliche Analysen, Oesterreichische Nationalbank. 2010 erhielt er den Preis der Royal Economic Society für den besten Artikel des Jahres 2009 im Economic Journal. Von 2016 bis 2019 war er Lead Economist im Bereich Zentralbankgeschichte sowie grundsätzlichen Fragen der Geld- und Zentralbankpolitik, Oesterreichische Nationalbank. Seit Mai 2019 lehrt er auf der Professur für Wirtschafts- und Sozialgeschichte unter besonderer Berücksichtigung der Geschichte der Weltwirtschaft im 19. und 20. Jahrhundert am Institut für Wirtschafts- und Sozialgeschichte der Universität Wien.
Seine Forschungsschwerpunkte sind Geschichte von Geld, Geldpolitik und Zentralbanken, Finanzmärkte und Finanzinstitutionen, Wirtschaftsgeschichte der Habsburgermonarchie, internationale Währungen und quantitative und ökonometrische Verfahren in den Geschichtswissenschaften.

## Schriften (Auswahl)
- mit Hans Kernbauer: Die Bank. Das Geld. Der Staat. Nationalbank und Währungspolitik in Österreich 1816–2016. Frankfurt am Main 2016, ISBN 3-593-50518-5.